# Жданів (Люблінське воєводство)
Жданів (пол. Żdanów, Жданув) — село в Польщі, у гміні Замостя Замойського повіту Люблінського воєводства. Населення — 787 осіб (2011).

## Назва
На думку мовознавиці Галини Вишневської, назва села може походити від дохристиянського імені Ждан.

## Історія
1564 року вперше згадується православна церква в селі.
За даними етнографічної експедиції 1869—1870 років під керівництвом Павла Чубинського, у селі переважно проживали польськомовні римо-католики, меншою мірою — греко-католики, які також розмовляли польською.
У 1975—1998 роках село належало до Замойського воєводства.

## Населення
Демографічна структура станом на 31 березня 2011 року:
|          | Загалом | Допрацездатний вік | Працездатний вік | Постпрацездатний вік |
| -------- | ------- | ------------------ | ---------------- | -------------------- |
| Чоловіки | 394     | 90                 | 262              | 42                   |
| Жінки    | 393     | 85                 | 231              | 77                   |
| Разом    | 787     | 175                | 493              | 119                  |